# وقار الشيرازي
وقار الشيرازي (1232 - 1298 هـ) هو من ادباء وشعراء إيران، وهو أكبر أولاد الشاعر وصال الشيرازي.
هو أحمد بن محمّد شفيع وصال ابن محمّد إسماعيل بن محمّد شفيع بن إسماعيل الشيرازي، المتلقّب في شعره بوقار.

## آثاره
له:
- «تاريخ المعصومين»
- «رموز الامارة»
- «أطواق الذهب»
- «بهرام وبهروز»
- «سياحت نامه»
- «أنجمن دانش»